# Список Героев Социалистического Труда (Маады — Макушев)
Эта страница является частью списка Героев Социалистического Труда и перечисляет в алфавитном порядке лиц, удостоенных звания Героя Социалистического Труда, чьи фамилии начинаются с буквы «М», от Маады до Макушев.
- Список не включает дважды и трижды Героев Социалистического Труда, а также лиц, лишённых этого звания.
- Список содержит информацию о датах жизни, роде деятельности и дате присвоения звания Героя.
- Герои, удостоенные звания посмертно, выделены в списке  серым цветом .
- Герои, сменившие фамилию после присвоения звания, приводятся в списках дважды, при этом строка с новой фамилией выделяется  бежевым цветом  и не имеет номера.

## Список людей, фамилии которых начинаются с «М»
| Навигационная таблица | Навигационная таблица |
| --------------------- | --------------------- |
| «М»                   | Маады — Макушев       |
| «М»                   | Малай — Манякин       |
| «М»                   | Мараев — Маяцкий      |
| «М»                   | Мгеладзе — Мжавия     |
| «М»                   | Мигаев — Мищихин      |
| «М»                   | Мкртычян — Мощенков   |
| «М»                   | Мравинский — Мячин    |

| №         | Фамилия, имя, отчество             | Даты жизни              | Деятельность | Дата присвоения | ГС         |
| --------- | ---------------------------------- | ----------------------- | --- | --------------- | ---------- |
| 1         | Маады Барынмаа Анандович           | 12.05.1926 — 31.08.1979 | Звеньевой колхоза имени Кочетова Пий-Хемского района Тувинской автономной области | 10.06.1949      | [ ГС 1 ]   |
| 2         | Мабиян Тезегуль Галустовна         | 18.03.1904 — ????       | Звеньевая колхоза имени Ленина Куткашенского района Азербайджанской ССР | 17.06.1950      |            |
| 3         | Мавланова Рабия                    | 09.04.1927 — ????       | Бригадир колхоза имени Ленина Шаартузского района Таджикской ССР | 03.04.1965      | [ ГС 2 ]   |
| 4         | Мавлеев Мисбах Мавлеевич           | 10.02.1929 — 11.02.2011 | Проходчик горных выработок шахты № 2 «Капитальная» комбината «Кизелуголь» Министерства угольной промышленности СССР, Пермская область                                                                                           | 29.06.1966      | [ ГС 3 ]   |
| 5         | Мавликов Вазил Салихович           | 30.10.1943 — 22.06.2015 | Бригадир каменщиков производственного объединения «Камгэсэнергострой» Министерства энергетики и электрификации СССР, Татарская АССР                                                                                             | 14.09.1981      | [ ГС 4 ]   |
| 6         | Мавлютова Матрёна Степановна       | 1908 — 27.06.1999       | Звеньевая колхоза «Искра» Манчажского района Свердловской области | 08.03.1958      | [ ГС 5 ]   |
| 7         | Мавлянов Машарип                   | 1920 — ????             | Бригадир колхоза имени XXII партсъезда Хивинского района Хорезмской области | 20.02.1978      | [ ГС 6 ]   |
| 8         | Мавлянов Раман                     | 1898 — ????             | Старший конюх колхоза имени Молотова Бостандыкского района Южно-Казахстанской области | 12.07.1949      | [ ГС 7 ]   |
| 9         | Магаррамов Мустафа Аллахверан оглы | род. 1923               | Звеньевой колхоза имени Ворошилова Марнеульского района Грузинской ССР | 03.07.1950      |            |
| 10        | Магдыч Степан Владимирович         | 06.02.1930 — 10.12.2021 | Комбайнёр колхоза «Россия» Липовецкого района Винницкой области | 24.12.1976      |            |
| 11        | Магелатов Дмитрий Иванович         | род. 1927               | Бригадир электромонтажников треста «Югпроммонтаж» Министерства среднего машиностроения СССР, Навоийская область | 06.01.1970      |            |
| 12        | Магеррамов Мосу Рустам оглы        | 17.04.1912 — 20.10.1981 | Бригадир тракторной бригады Карягинской МТС Карягинского района Азербайджанской ССР | 12.07.1950      |            |
| 13        | Маглакелидзе Герман Онифантович    | 04.1908 — ????          | Заведующий отделом сельского хозяйства Ванского района Грузинской ССР | 09.08.1949      | [ ГС 8 ]   |
| 14        | Маглакелидзе Илья Васильевич       | 1917 — ????             | Заведующий отделением Урекского совхоза Министерства сельского хозяйства СССР, Махарадзевский район Грузинской ССР | 05.07.1949      | [ ГС 9 ]   |
| 15        | Маглаперидзе Лаврентий Ражденович  | 1900 — ????             | Председатель исполнительного комитета Кутаисского районного Совета депутатов трудящихся, Грузинская ССР | 25.11.1950      |            |
| 16        | Магомедов Абдулла                  | 1902—1974               | Заведующий коневодческой фермой колхоза имени Ленина Акушинского района Дагестанской АССР | 15.09.1948      | [ ГС 10 ]  |
| 17        | Магомедов Абдурашит                | 1905 — ????             | Заведующий коневодческой фермой колхоза имени Тельмана Гунибского района Дагестанской АССР | 15.09.1948      | [ ГС 11 ]  |
| 18        | Магомедов Камир                    | 01.09.1905 — 01.10.1962 | Старший табунщик колхоза имени Сталина Гунибского района Дагестанской АССР | 09.10.1949      | [ ГС 12 ]  |
| 19        | Магомедов Сапиюла Алиевич          | 15.07.1932 — 24.07.1996 | Бригадир комплексной бригады управления строительства «Чиркейгэсстрой» Министерства энергетики и электрификации СССР, Дагестанская АССР                                                                                         | 13.08.1981      | [ ГС 13 ]  |
| 20        | Магомедова Ханум Магомедовна       | 1904—1991               | Звеньевая колхоза имени Ленина Сергокалинского района Дагестанской АССР | 09.03.1948      | [ ГС 14 ]  |
| 20.000001 | Магражданова Анастасия Тимофеевна  | 14.04.1928 — 06.09.2011 | Звеньевая молочного совхоза «Горняк» Министерства совхозов СССР, Октябрьский район Ростовской области | 01.06.1949      | [ ГС 15 ]  |
| 21        | Мадалиев Фазил                     | род. 1930               | Председатель колхоза имени Назарали Ниязова Янгиюльского района Ташкентской области | 30.04.1966      |            |
| 22        | Мадалинский Степан Куприянович     | 03.01.1927 — 27.12.1979 | Кузнец Берёзовского районного объединения «Сельхозтехника» Брестской области | 23.06.1966      | [ ГС 16 ]  |
| 23        | Мадаминов Абдулхамид               | 1925 — ????             | Бригадир полеводческой бригады колхоза имени Сталина Чинабадского района Андижанской области | 11.01.1957      | [ ГС 17 ]  |
| 24        | Мадатова Сугра Канбар кызы         | род. 06.12.1940         | Бригадир колхоза имени Джапаридзе Агджабединского района Азербайджанской ССР | 10.03.1976      | [ ГС 18 ]  |
| 25        | Мадатян Оромсима Хачатуровна       | 1916—1987               | Звеньевая колхоза «Кармир ранчпар» Иджеванского района Армянской ССР | 14.06.1950      | [ ГС 19 ]  |
| 26        | Маденов Казис                      | 1910 — 25.05.1969       | Старший чабан совхоза «Быковский» Быковского района Волгоградской области | 22.03.1966      | [ ГС 20 ]  |
| 27        | Маджакипов Таджимбай               | 1906—1986               | Бригадир колхоза имени Кагановича Янги-Наукатского района Ошской области | 29.05.1950      | [ ГС 21 ]  |
| 28        | Маджидова Зайнаб                   | род. 1928               | Бригадир хлопководческой бригады колхоза имени Ленина Ленинского района Таджикской ССР | 10.12.1973      |            |
| 29        | Мадзгарашвили Алексей Иванович     | 1911 — ????             | Звеньевой колхоза «Шрома» Лагодехского района Грузинской ССР | 05.08.1949      | [ ГС 22 ]  |
| 30        | Мадыбаев Ашкен                     | 10.05.1907 — 18.11.1977 | Комбайнёр зернового совхоза имени Кирова Министерства совхозов СССР, Советский район Северо-Казахстанской области | 22.08.1951      | [ ГС 23 ]  |
| 31        | Мадымаров Абдулла                  | 1919 — ????             | Звеньевой колхоза имени Будённого Мирза-Акинского района Ошской области | 26.03.1948      | [ ГС 24 ]  |
| 32        | Мадыяров Масадык                   | 1914 — ????             | Директор аграрно-промышленного комбината имени Кирова Ходжаабадского района Андижанской области | 26.02.1981      | [ ГС 25 ]  |
| 32.000002 | Мадьянова Татьяна Фёдоровна        | 22.06.1928 — 24.03.2020 | Звеньевая колхоза «Динамо» Беловского района Кемеровской области | 25.02.1949      | [ ГС 26 ]  |
| 33        | Маевский Венедикт Романович        | 1911 — ????             | Главный механик Турбовского сахарного комбината, Липовецкий район Винницкой области | 23.05.1966      |            |
| 34        | Маевский Пётр Григорьевич          | 1914 — ????             | Директор совхоза имени 62-й армии Дубовского района Волгоградской области | 22.03.1966      | [ ГС 27 ]  |
| 35        | Мажиев Бальжинима                  | 17.01.1917 — 27.06.2000 | Председатель колхоза имени Кирова Могойтуйского района Агинского Бурят-Монгольского национального округа Читинской области | 14.12.1957      | [ ГС 28 ]  |
| 36        | Мажуго Анна Максимовна             | 1895—1983               | Звеньевая колхоза «Сельхозартель» Мглинского района Брянской области | 02.08.1949      | [ ГС 29 ]  |
| 37        | Мазаев Михаил Дмитриевич           | 1926 — ????             | Звеньевой опытно-производственного хозяйства Всесоюзного научно-исследовательского института зернобобовых культур, Орловский район Орловской области                                                                            | 11.12.1973      | [ ГС 30 ]  |
| 38        | Мазала Анна Васильевна             | 22.12.1925 — 11.08.2013 | Свинарка колхоза имени Жданова Лепельского района Витебской области | 22.03.1966      | [ ГС 31 ]  |
| 39        | Мазан Степан Васильевич            | род. 1922               | Бригадир виноградарского совхоза имени Молотова Министерства промышленности продовольственных товаров СССР, Анапский район Краснодарского края                                                                                  | 26.02.1955      | [ ГС 32 ]  |
| 40        | Мазанцева Ольга Васильевна         | род. 24.07.1931         | Доярка совхоза «Новоизборский» Печорского района Псковской области | 29.08.1986      | [ ГС 33 ]  |
| 41        | Мазанько Анастасия Спиридоновна    | 1916 — 12.05.1985       | Свинарка колхоза «Червоный партизан» Хорольского района Полтавской области | 24.06.1949      | [ ГС 34 ]  |
| 42        | Мазерская Ольга Михайловна         | 1925 — ????             | Ткачиха Черновицкого текстильного комбината | 07.03.1960      |            |
| 43        | Мазикас Маймо Михайловна           | 1922 — ????             | Звеньевая колхоза имени Сталина Леселидзевского сельского Совета Гагрского района Абхазской АССР | 05.08.1949      | [ ГС 35 ]  |
| 44        | Мазин Борис Германович             | 1916 — ????             | Старший механик зернового совхоза «Красная Баштанка» Министерства совхозов СССР, Новобугский район Николаевской области | 13.03.1948      |            |
| 45        | Мазит Рудольф Рудольфович          | 11.1912 — 05.1990       | Председатель колхоза «Атмода» Рижского района Латвийской ССР | 22.03.1966      | [ ГС 36 ]  |
| 46        | Мазитов Яудат Зиганурович          | род. 08.03.1943         | Бригадир каменщиков строительного управления № 1 треста «Салаватстрой» Министерства промышленного строительства СССР, гор. Салават Башкирской АССР                                                                              | 22.07.1985      | [ ГС 37 ]  |
| 47        | Мазко Григорий Филиппович          | род. 27.12.1928         | Бригадир колхоза имени Дзержинского Двуречанского района Харьковской области | 08.12.1973      |            |
| 48        | Мазлумов Аведикт Лукьянович        | 12.12.1896 — 29.09.1972 | Заведующий отделом селекции и генетики Всесоюзного научно-исследовательского института сахарной свёклы и сахара, академик Всесоюзная академия сельскохозяйственных наук имени В. И. Ленина, Рамонский район Воронежской области | 31.12.1965      | [ ГС 38 ]  |
| 49        | Мазов Василий Фёдорович            | 03.03.1918 — 02.12.2003 | Директор Днепропетровского металлургического завода имени Г. И. Петровского Министерства чёрной металлургии Украинской ССР | 12.05.1977      | [ ГС 39 ]  |
| 50        | Мазур Дмитрий Иосифович            | 1912 — ????             | Комбайнёр Балтской МТС Одесской области | 06.04.1951      |            |
| 51        | Мазур Иван Михайлович              | 15.03.1929 — 09.01.1999 | Машинист горного комбайна шахты имени Ф. Э. Дзержинского комбината «Артёмуголь» Министерства угольной промышленности Украинской ССР, Донецкая область                                                                           | 30.03.1971      | [ ГС 40 ]  |
| 52        | Мазур Иван Прохорович              | 08.11.1924 — 12.04.2009 | Старший буровой мастер Ахтырского управления буровых работ объединения «Укрнефть» Министерства нефтяной промышленности СССР, Сумская область                                                                                    | 30.03.1971      | [ ГС 41 ]  |
| 53        | Мазур Мария Леонтьевна             | 1911—1993               | Бригадир штукатуров строительного треста № 2 Омского совнархоза | 09.08.1958      | [ ГС 42 ]  |
| 54        | Мазур Мария Николаевна             | 14.08.1935 —            | Доярка колхоза «Россия» Дунаевецкого района Хмельницкой области | 22.03.1966      | [ ГС 43 ]  |
| 55        | Мазурик Кирилл Семёнович           | 1888 — ????             | Рабочий Урекского совхоза Министерства сельского хозяйства СССР, Махарадзевский район Грузинской ССР | 05.07.1949      | [ ГС 44 ]  |
| 56        | Мазурик Ольга Кирилловна           | 1922 — ????             | Рабочая Урекского совхоза Министерства сельского хозяйства СССР, Махарадзевский район Грузинской ССР | 05.07.1949      | [ ГС 45 ]  |
| 57        | Мазуров Кирилл Трофимович          | 07.04.1914 — 19.12.1989 | Первый заместитель Председателя Совета Министров СССР, гор. Москва | 05.04.1974      | [ ГС 46 ]  |
| 58        | Мазуров Константин Герасимович     | 21.12.1908 — 16.08.1978 | Начальник станции Батайск Северо-Кавказской железной дороги, Ростовская область | 05.11.1943      | [ ГС 47 ]  |
| 59        | Мазяйкина Клавдия Ивановна         | 28.05.1918 — 2002       | Доярка колхоза имени Молотова Рыбновского района Рязанской области | 07.02.1957      | [ ГС 48 ]  |
| 60        | Маилян Григор Аршакович            | 1927 — ????             | Звеньевая колхоза «Бекум» Сисианского района Армянской ССР | 16.04.1949      | [ ГС 49 ]  |
| 61        | Майборода Александр Андреевич      | 30.09.1924 — 13.02.1987 | Бригадир слесарей-монтажников Магнитогорского монтажного управления треста «Востокметаллургмонтаж» Министерства строительства РСФСР, Челябинская область                                                                        | 09.08.1958      | [ ГС 50 ]  |
| 62        | Майборода Александр Антонович      | 11.10.1908 — 15.12.1981 | Директор семеноводческого совхоза «Красная волна» Министерства совхозов СССР, Великобурлукский район Харьковской области | 13.03.1948      | [ ГС 51 ]  |
| 63        | Майборода Иван Иванович            | 02.07.1911 — 11.06.1984 | Виноградарь колхоза «Борьба за мир» Старо-Крымского района Крымской области | 26.02.1958      | [ ГС 52 ]  |
| 64        | Майборода Иосиф Яковлевич          | 12.08.1914 — ????       | Машинист экскаватора Донбассканалстроя Министерства монтажных и специальных строительных работ Украинской ССР, Донецкая область                                                                                                 | 07.02.1963      | [ ГС 53 ]  |
| 65        | Майоров Артур Петрович             | 06.10.1930 — 14.12.1985 | Директор совхоза «Лузинский» Омского района Омской области | 23.12.1976      | [ ГС 54 ]  |
| 66        | Майоров Василий Николаевич         | 18.07.1918 — 11.01.2001 | Директор Парабельского леспромхоза Министерства лесной и деревообрабатывающей промышленности СССР, Томская область | 07.05.1971      | [ ГС 55 ]  |
| 67        | Майоров Виктор Алексеевич          | 12.01.1934 — 28.03.1974 | Бригадир строительного управления № 2 «Смоленскпромстроя», Смоленская область | 11.08.1966      | [ ГС 56 ]  |
| 68        | Майоров Павел Алексеевич           | род. 11.03.1917         | Капитан турбоэлектрохода «Балтика» Балтийского морского пароходства Министерства морского флота СССР, гор. Ленинград | 09.08.1963      | [ ГС 57 ]  |
| 69        | Майоров Фёдор Андреевич            | 1907 — ????             | Работник предприятия Министерства радиопромышленности СССР, Московская область | 29.07.1966      |            |
| 70        | Майоров Фёдор Емельянович          | 10.05.1924 — 22.03.1996 | Бригадир тракторной бригады совхоза «40 лет Казахской ССР» Актюбинского района Актюбинской области | 10.12.1973      | [ ГС 58 ]  |
| 71        | Майорова Мария Митрофановна        | 1914 — ????             | Сменный мастер Термезского хлопкоочистительного завода, Сурхан-Дарьинская область | 07.03.1960      | [ ГС 59 ]  |
| 72        | Майорова Нина Ивановна             | 10.11.1936 — 31.05.2015 | Доярка колхоза «Белоруссия» Добрушского района Гомельской области | 22.03.1966      | [ ГС 60 ]  |
| 73        | Майсак Иван Яковлевич              | 27.05.1905 — 05.10.1972 | Проходчик шахты «Западная Капитальная» комбината «Ростовуголь» Министерства угольной промышленности западных районов СССР, Ростовская область                                                                                   | 28.08.1948      | [ ГС 61 ]  |
| 74        | Майстренко Алексей Исаевич         | 30.03.1904 — 25.03.1990 | Директор рисоводческого совхоза «Красноармейский» Славянского района Краснодарского края | 23.06.1966      | [ ГС 62 ]  |
| 75        | Майстренко Георгий Петрович        | 22.04.1925 — 30.10.2001 | Моторист танкера «Ленино» Новороссийского морского пароходства Министерства морского флота СССР, Краснодарский край | 16.01.1974      | [ ГС 63 ]  |
| 76        | Майсурадзе Арчил Михайлович        | 1896 — ????             | Звеньевой колхоза имени Орджоникидзе Гурджаанского района Грузинской ССР | 09.08.1949      | [ ГС 64 ]  |
| 77        | Майсурадзе Душико Михайлович       | 1929 — ????             | Звеньевой колхоза имени Бакрадзе Маяковского района Грузинской ССР | 05.09.1950      | [ ГС 65 ]  |
| 78        | Майсурадзе Семён Бегларович        | 1921 — ????             | Звеньевой колхоза имени Ворошилова Орджоникидзевского района Грузинской ССР | 09.08.1949      | [ ГС 66 ]  |
| 79        | Майсурадзе Тамара Семёновна        | 1912 — ????             | Звеньевая колхоза имени Калинина Гурджаанского района Грузинской ССР | 05.09.1950      | [ ГС 67 ]  |
| 80        | Макаёв Сергей Владимирович         | 30.10.1910 — 23.09.1988 | Директор Нижнетагильского металлургического комбината имени В. И. Ленина Министерства чёрной металлургии СССР, Свердловская область                                                                                             | 22.03.1966      | [ ГС 68 ]  |
| 81        | Маканин Александр Дмитриевич       | 18.07.1930 — 22.05.2013 | Бригадир вальцовщиков Белгородского котлостроительного завода Министерства тяжёлого, транспортного и энергетического машиностроения СССР                                                                                        | 09.07.1966      | [ ГС 69 ]  |
| 82        | Маканов Дюсембай                   | 1909 — 23.02.2008       | Директор Казалинского овцесовхоза Кзыл-Ординской области | 29.03.1958      | [ ГС 70 ]  |
| 83        | Маканов Орузбай                    | 1931 — 1981             | Форсунщик металлургического завода Хайдарканского ртутного комбината Министерства цветной металлургии СССР, Ошская область | 30.03.1971      | [ ГС 71 ]  |
| 84        | Макаревич Мария Касьяновна         | род. 05.11.1930         | Бригадир комплексной бригады управления начальника работ № 5 строительного треста № 1 Министерства строительства Белорусской ССР, гор. Минск                                                                                    | 09.08.1958      | [ ГС 72 ]  |
| 85        | Макаревский Александр Иванович     | 16.04.1904 — 11.05.1979 | Начальник Центрального аэрогидродинамического института имени Н. Е. Жуковского Министерства авиационной промышленности СССР, Московская область                                                                                 | 12.07.1957      | [ ГС 73 ]  |
| 86        | Макаренко Анатолий Иннокентьевич   | 01.11.1936 — 05.06.2023 | Главный инженер Северного машиностроительного предприятия Министерства судостроительной промышленности СССР, Архангельская область                                                                                              | 02.02.1984      | [ ГС 74 ]  |
| 87        | Макаренко Евгения Платононва       | 1916 — ????             | Звеньевая колхоза имени Кирова Больше-Висковского района Кировоградской области | 13.05.1948      | [ ГС 75 ]  |
| 88        | Макаренко Пётр Степанович          | 29.01.1911 — 28.01.1985 | Бригадир колхоза «Большевик» Валковского района Харьковской области | 16.02.1948      | [ ГС 76 ]  |
| 89        | Макаридзе Дидим Гайозович          | род. 1925               | Звеньевой колхоза имени Махарадзе Чхарского района Грузинской ССР | 05.09.1950      |            |
| 90        | Макарин Василий Филиппович         | 1906—1978               | Первый секретарь Атбасарского райкома Компартии Казахстана, Акмолинская область | 11.01.1957      | [ ГС 77 ]  |
| 91        | Макарищева Капитолина Васильевна   | 22.10.1912 — 06.03.1990 | Наладчица Тульского машиностроительного завода | 07.03.1960      | [ ГС 78 ]  |
| 92        | Макаров Василий Михайлович         | 1901 — 24.04.1972       | Бригадир колхоза имени Ворошилова Ухтомского района Московской области | 09.06.1950      | [ ГС 79 ]  |
| 93        | Макаров Виктор Матвеевич           | 17.04.1929 — 20.10.1999 | Генеральный директор Уральского производственного объединения химического машиностроения имени 50-летия СССР Министерства химического и нефтяного машиностроения СССР, гор. Свердловск                                          | 11.03.1981      | [ ГС 80 ]  |
| 94        | Макаров Владимир Сергеевич         | 1922 — ????             | Машинист локомотивного депо Кандалакша Кировской железной дороги, Мурманская область | 01.08.1959      | [ ГС 81 ]  |
| 95        | Макаров Владимир Сергеевич         | 06.08.1934 — 28.03.2005 | Бригадир комплексной бригады строительного управления «Жилстрой» треста «Магадангорстрой» Министерства строительства предприятий тяжёлой индустрии СССР, гор. Магадан                                                           | 05.04.1971      | [ ГС 82 ]  |
| 96        | Макаров Григорий Васильевич        | 1896 — 03.10.1968       | Звеньевой свиноводческого совхоза имени Фрунзе Министерства совхозов СССР, Суздальский район Владимирской области | 28.06.1949      | [ ГС 83 ]  |
| 97        | Макаров Иван Владимирович          | 20.03.1924 — 31.10.1996 | Машинист экскаватора Семилукского огнеупорного завода Министерства чёрной металлургии СССР, Воронежская область | 30.03.1971      | [ ГС 84 ]  |
| 98        | Макаров Иван Георгиевич            | 06.01.1894 — 06.05.1957 | Начальник станции Горький-Товарная Горьковской железной дороги | 05.11.1943      | [ ГС 85 ]  |
| 99        | Макаров Иван Григорьевич           | 20.04.1912 — 21.09.1981 | Военный строитель | 29.07.1966      | [ ГС 86 ]  |
| 100       | Макаров Иван Иванович              | 20.01.1937 — 04.08.2005 | Бригадир комплексной бригады строительного управления № 9 треста «Липецкстрой» Министерства строительства предприятий тяжёлой индустрии СССР, Липецкая область                                                                  | 19.06.1973      | [ ГС 87 ]  |
| 101       | Макаров Иван Перфильевич           | 1913 — ????             | Звеньевой молочного совхоза «Июсский» Орджоникидзевского района Хакасской автономной области | 08.03.1949      |            |
| 102       | Макаров Николай Акимович           | 01.12.1905 — 26.06.1975 | Начальник паровозной колонны особого резерва № 3 Народного Комиссариата путей сообщения СССР | 05.11.1943      | [ ГС 88 ]  |
| 103       | Макаров Николай Михайлович         | 08.12.1917 — 10.1984    | Председатель колхоза «Правда» Ставропольского района Куйбышевской области | 07.12.1973      | [ ГС 89 ]  |
| 104       | Макаров Николай Фёдорович          | 24.05.1914 — 13.05.1988 | Ведущий инженер-конструктор Конструкторского бюро приборостроения Министерства оборонной промышленности СССР, гор. Тула | 08.05.1974      | [ ГС 90 ]  |
| 105       | Макаров Павел Сергеевич            | 1914 — ????             | Комбайнёр колхоза «Победа» Кировоградского района Кировоградской области | 23.06.1966      | [ ГС 91 ]  |
| 106       | Макаров Пётр Герасимович           | 1923 — ????             | Председатель колхоза «Коммунист» Подволочисского района Тернопольской области | 31.12.1965      |            |
| 107       | Макаров Пётр Иванович              | 29.12.1932 — 26.07.1970 | Комбайнёр колхоза имени Свердлова Кореновского района Краснодарского края | 23.06.1966      |            |
| 108       | Макаров Фёдор Петрович             | 02.02.1916 — 11.03.1976 | Бригадир Чепецкого механического завода Министерства среднего машиностроения СССР, Удмуртская АССР | 29.07.1966      | [ ГС 92 ]  |
| 109       | Макарова Александра Григорьевна    | 21.04.1901 — 17.07.1990 | Звеньевая колхоза имени Ворошилова Ухтомского района Московской области | 09.06.1950      | [ ГС 93 ]  |
| 110       | Макарова Анна Яковлевна            | 10.12.1910 — 17.10.1994 | Бригадир электромонтёров треста «Мосэлектромонтаж» № 1 Главмосстроя, гор. Москва | 01.02.1957      | [ ГС 94 ]  |
| 111       | Макарова Варвара Ивановна          | род. 1921               | Звеньевая колхоза «Сибирский партизан» Козульского района Красноярского края | 07.01.1948      |            |
| 112       | Макарова Екатерина Александровна   | 20.07.1921 — 18.11.2001 | Птичница Панциревского племенного птицезавода Инзенского района Ульяновской области | 22.03.1966      | [ ГС 95 ]  |
| 113       | Макарова Екатерина Сергеевна       | 08.03.1918 — 30.08.2008 | Звеньевая льноводческого звена колхоза имени Кирова Шкловского района Могилёвской области | 08.04.1971      | [ ГС 96 ]  |
| 114       | Макарова Ефросинья Порфирьевна     | 12.07.1918 — 09.2007    | Звеньевая колхоза имени Сталина Аскизского района Хакасской автономной области | 07.01.1948      | [ ГС 97 ]  |
| 115       | Макарова Нина Григорьевна          | 05.05.1918 — 06.08.2005 | Звеньевая колхоза «Власть труда» Кромского района Орловской области | 30.03.1948      | [ ГС 98 ]  |
| 116       | Макарова Парасковья Ивановна       | 28.09.1918 — 06.04.2009 | Доярка совхоза «Плодовый» Тюменского района Тюменской области | 22.03.1966      | [ ГС 99 ]  |
| 117       | Макарова Тамара Фёдоровна          | 13.08.1907 — 20.01.1997 | Профессор Всесоюзного государственного института кинематографии, народная артистка СССР, гор. Москва | 13.08.1982      | [ ГС 100 ] |
| 118       | Макаронок Владимир Александрович   | 23.08.1926 — 29.08.1982 | Заведующий свиноводческой фермой племзавода имени Дзержинского Копыльского района Минской области | 08.04.1971      | [ ГС 101 ] |
| 119       | Макарцев Михаил Константинович     | 04.02.1927 — 14.03.2024 | Начальник Железнодорожных войск Министерства обороны СССР, генерал-полковник, гор. Москва | 25.10.1984      | [ ГС 102 ] |
| 120       | Макарцева Анастасия Ивановна       | 15.07.1926 — 09.05.1986 | Бригадир фрезеровщиков Люберецкого завода сельскохозяйственного машиностроения имени А. В. Ухтомского Министерства машиностроения для животноводства и кормопроизводства СССР, Московская область                               | 27.02.1976      | [ ГС 103 ] |
| 121       | Макарцов Александр Павлович        | 15.09.1936 — 23.01.2008 | Бригадир проходчиков шахтопроходческого управления № 2 треста «Краснодоншахтострой» Министерства угольной промышленности Украинской ССР, гор. Краснодон Ворошиловградской области                                               | 02.03.1981      | [ ГС 104 ] |
| 122       | Макарчук Мария Григорьевна         | 11.07.1922 — ????       | Доярка экспериментальной базы «Белоусовщина» Брестской областной государственной сельскохозяйственной опытной станции | 08.04.1971      | [ ГС 105 ] |
| 123       | Макарчук Степан Антонович          | 01.06.1928 — 08.05.2004 | Навалоотбойщик шахтоуправления № 10 имени Володарского треста «Свердловуголь» Министерства угольной промышленности Украинской ССР, Ворошиловградская область                                                                    | 26.04.1957      | [ ГС 106 ] |
| 124       | Макарычев Алексей Алексеевич       | род. 21.06.1941         | Начальник Главного военно-строительного управления Центра Министерства обороны СССР, бывший начальник Главного специального военно-строительного управления Министерства обороны СССР, генерал-майор, гор. Москва               | 30.12.1990      | [ ГС 107 ] |
| 125       | Макатаев Майман                    | 10.05.1887 — 16.01.1984 | Заведующий конефермой колхоза имени Ленина Эркеншиликского района Акмолинской области | 23.07.1948      | [ ГС 108 ] |
| 126       | Макатова Рыскул                    | 16.02.1921 — 15.10.2006 | Звеньевая хлопководческого звена колхоза «Кзыл-Аскер» Келесского района Южно-Казахстанской области | 28.03.1948      | [ ГС 109 ] |
| 127       | Макацария Владимир Михайлович      | 1901 — ????             | Бригадир колхоза имени Берия Ахалсопельского сельсовета Зугдидского района Грузинской ССР | 29.08.1949      | [ ГС 110 ] |
| 128       | Макацария Дуня Петровна            | 1910 — ????             | Колхозница колхоза имени Берия Зугдидского района Грузинской ССР | 01.09.1951      | [ ГС 111 ] |
| 129       | Макацария Мария Гудуевна           | 1903—1990               | Звеньевая колхоза имени Берия Ахалсопельского сельсовета Зугдидского района Грузинской ССР | 29.08.1949      | [ ГС 112 ] |
| 130       | Макашёва Полина Григорьевна        | 1919 — ????             | Свинарка совхоза № 5 Чугуевского района Харьковской области | 26.02.1958      | [ ГС 113 ] |
| 131       | Македонский Михаил Андреевич       | 03.02.1904 — 26.04.1971 | Директор совхоза «Коктебель» Судакского района Крымской области | 26.02.1958      | [ ГС 114 ] |
| 132       | Макеев Михаил Фёдорович            | 1910 — 11.1.989         | Комбайнёр Камышевской МТС Дергачёвского района Саратовской области | 11.01.1957      | [ ГС 115 ] |
| 133       | Макибаев Ален                      | 1887—1962               | Старший чабан колхоза «Кызыл-Аскер» Байганинского района Актюбинской области | 23.07.1948      | [ ГС 116 ] |
| 134       | Макишев Усенбек                    | 15.05.1929 — ????       | Электросварщик завода сельскохозяйственного машиностроения имени М. В. Фрунзе Министерства транспортного и сельскохозяйственного машиностроения СССР, гор. Фрунзе                                                               | 05.04.1971      | [ ГС 117 ] |
| 135       | Маклаков Андрей Яковлевич          | 17.10.1906 — 29.07.1976 | Капитан рыболовного траулера «Треска» Управления тралового флота, Мурманская область | 13.04.1963      | [ ГС 118 ] |
| 136       | Маклакова Валентина Акиндиновна    | 20.02.1920 — 22.03.2008 | Директор средней школы № 2 гор. Вологды | 01.07.1968      | [ ГС 119 ] |
| 137       | Маков Константин Николаевич        | 27.12.1905 — 17.04.1993 | Директор комбината № 11 Министерства среднего машиностроения СССР, гор. Кара-Балта Киргизской ССР | 07.03.1962      | [ ГС 120 ] |
| 138       | Маковеев Александр Фёдорович       | 08.03.1913 — 13.06.1991 | Бригадир комплексной бригады каменщиков треста «Мурманрыбстрой» Мурманского совнархоза | 09.08.1958      | [ ГС 121 ] |
| 139       | Маковецкий Дмитрий Михайлович      | 05.05.1927 — 07.07.2004 | Звеньевой колхоза имени Ленина Кущёвского района Краснодарского края | 23.06.1966      | [ ГС 122 ] |
| 140       | Макогон Алексей Кузьмич            | 1900 — ????             | Директор свиноводческого совхоза имени Калинина Министерства совхозов СССР, Артёмовский район Сталинской области | 24.09.1949      | [ ГС 123 ] |
| 141       | Макоедов Назар Александрович       | 14.10.1903 — 10.10.1972 | Управляющий отделением совхоза «Индустриальный» Министерства пищевой промышленности СССР, Шевченковский район Харьковской области                                                                                               | 30.04.1948      | [ ГС 124 ] |
| 142       | Макртумян Сирануш Сааковна         | 1920—1980               | Звеньевая колхоза «Кармир ранчпар» Иджеванского района Армянской ССР | 14.06.1950      | [ ГС 125 ] |
| 143       | Макрушин Пётр Филиппович           | род. 16.06.1936         | Дежурный по горке станции Магнитогорск Южно-Уральской железной дороги, Челябинская область | 03.08.1984      | [ ГС 126 ] |
| 144       | Максаков Александр Иванович        | 25.04.1926 — 04.11.1997 | Начальник управления строительства «Саратовгэсстрой» специализированного строительного объединения «Атомэнергострой» Министерства энергетики и электрификации СССР, Саратовская область                                         | 25.01.1991      | [ ГС 127 ] |
| 145       | Максарёв Юрий Евгеньевич           | 10.08.1903 — 11.11.1982 | Директор Уральского танкового завода № 183 имени Сталина, гор. Нижний Тагил Свердловской области | 20.01.1943      | [ ГС 128 ] |
| 146       | Максаров Валентин Петрович         | 17.04.1926 — 15.02.1998 | Старший машинист локомотива Чернораменского транспортного управления Министерства топливной промышленности РСФСР, Горьковская область                                                                                           | 29.06.1966      | [ ГС 129 ] |
| 147       | Максвитис Франц Иосифович          | 13.03.1908 — 28.06.1949 | Командир 14-го отдельного восстановительного железнодорожного батальона 6-й железнодорожной бригады, подполковник | 05.11.1943      | [ ГС 130 ] |
| 148       | Максименко Владимир Дмитриевич     | 24.03.1909 — 24.12.1991 | Директор Горьковского машиностроительного завода Министерства оборонной промышленности СССР | 26.04.1971      | [ ГС 131 ] |
| 149       | Максименко Григорий Данилович      | род. 1922               | Комбайнёр Восточной МТС Ленинградского района Краснодарского края | 20.05.1952      | [ ГС 132 ] |
| 150       | Максименко Иван Кириллович         | 23.02.1907 — 31.05.1976 | Руководитель сектора генетики и цитологии растений Института ботаники Академии наук Туркменской ССР, академик АН Туркменской ССР, гор. Ашхабад                                                                                  | 16.03.1965      | [ ГС 133 ] |
| 151       | Максименко Илья Александрович      | род. 03.08.1935         | Комбайнёр совхоза «Путиловский» Ключевского района Алтайского края | 13.12.1972      | [ ГС 134 ] |
| 152       | Максименко Константин Иванович     | 29.05.1914 — 15.11.1994 | Бригадир бригады совхоза имени Тахтарова Камышнинского района Кустанайской области | 11.01.1957      | [ ГС 135 ] |
| 153       | Максименко Нина Фёдоровна          | 10.10.1927 — ????       | Прессовщица Красноармейского динасового завода имени Дзержинского Министерства чёрной металлургии Украинской ССР, Донецкая область                                                                                              | 29.12.1973      | [ ГС 136 ] |
| 154       | Максименко Семён Андреевич         | 1910 — ????             | Председатель колхоза имени Ильича Верхне-Хортицкого района Запорожской области | 26.02.1958      | [ ГС 137 ] |
| 155       | Максимов Адам Фёдорович            | 20.05.1911 — 16.10.1973 | Комбайнёр Краснощёковской МТС Краснощёковского района Алтайского края | 11.01.1957      | [ ГС 138 ] |
| 156       | Максимов Александр Александрович   | 29.08.1923 — 12.10.1990 | Начальник Главного управления космических средств Ракетных войск стратегического назначения СССР, генерал-полковник, гор. Москва                                                                                                | 13.07.1984      | [ ГС 139 ] |
| 157       | Максимов Александр Васильевич      | 01.11.1929 — 19.01.2006 | Директор совхоза «Кульминский» Кваркенского района Оренбургской области | 29.11.1968      | [ ГС 140 ] |
| 158       | Максимов Альберт Тимофеевич        | 20.05.1935 — 29.05.2020 | Бригадир судосборщиков Северного машиностроительного предприятия Министерства судостроительной промышленности СССР, Архангельская область                                                                                       | 02.02.1984      | [ ГС 141 ] |
| 159       | Максимов Вадислав Силович          | 19.06.1931 — 28.02.1989 | Расточник Днепропетровского завода прессов Министерства станкостроительной и инструментальной промышленности СССР | 08.08.1966      | [ ГС 142 ] |
| 160       | Максимов Иван Михайлович           | 1922 — ????             | Токарь Веселиновского районного объединения «Сельхозтехника», Николаевская область | 08.04.1971      |            |
| 161       | Максимов Иосиф Карпович            | 03.01.1912 — 08.02.1995 | Составитель поездов станции Орск Оренбургской железной дороги, Оренбургская область | 01.08.1959      | [ ГС 143 ] |
| 162       | Максимов Капитон Александрович     | 12.08.1923 — 25.09.1989 | Заведующий отделением медико-санитарной части Всесоюзного объединения «Череповецметаллургхимстрой» Министерства строительства предприятий тяжёлой индустрии СССР, гор. Череповец Вологодской области                            | 23.10.1978      | [ ГС 144 ] |
| 163       | Максимов Лев Иванович              | 03.03.1923 — 08.04.1977 | Слесарь Бердского электромеханического завода Министерства общего машиностроения СССР, Новосибирская область | 26.04.1971      | [ ГС 145 ] |
| 164       | Максимов Николай Афанасьевич       | 18.02.1924 — 23.12.2013 | Бригадир комплексной бригады треста «Мосстрой» № 9 Главмосстроя Мосгорисполкома, гор. Москва | 07.05.1971      |            |
| 165       | Максимов Николай Григорьевич       | 09.05.1930 — 09.09.2016 | Бригадир слесарей цеха централизованного ремонта Нововоронежской атомной электростанции Министерства энергетики и электрификации СССР, Воронежская область                                                                      | 20.04.1971      | [ ГС 146 ] |
| 166       | Максимов Николай Дмитриевич        | 05.11.1916 — 10.06.1992 | Звеньевой зернового совхоза «Канский» Министерства совхозов СССР, Канский район Красноярского края | 18.06.1949      | [ ГС 147 ] |
| 167       | Максимов Николай Иванович          | 19.05.1911 — 05.05.1967 | Директор Казанского авиационного завода № 22 имени С. П. Горбунова Министерства авиационной промышленности СССР, Татарская АССР                                                                                                 | 22.07.1966      | [ ГС 148 ] |
| 168       | Максимов Фёдор Григорьевич         | 1918 — ????             | Бригадир тракторной бригады Идринской МТС Идринского района Красноярского края | 07.01.1948      | [ ГС 149 ] |
| 169       | Максимова Анна Павловна            | 06.02.1918 — 07.04.1988 | Звеньевая Михайловского свеклосовхоза Министерства пищевой промышленности СССР, Панинский район Воронежской области | 18.05.1948      | [ ГС 150 ] |
| 170       | Максимова Евдокия Степановна       | 1917 — ????             | Рабочая Гонийского совхоза имени Берия Министерства сельского хозяйства СССР, Батумский район Аджарской АССР | 05.07.1949      | [ ГС 151 ] |
| 171       | Максимова Клавдия Ивановна         | 06.04.1914 — 09.05.1991 | Доярка племенного молочного совхоза «Караваево» Министерства совхозов СССР, Костромской район Костромской области | 12.07.1949      | [ ГС 152 ] |
| 172       | Максимова Матрёна Леонтьевна       | 19.11.1914 — 08.03.2007 | Звеньевая свиноводческого совхоза имени IX профсъезда Министерства мясной и молочной промышленности СССР, Малинский район Московской области                                                                                    | 24.04.1948      | [ ГС 153 ] |
| 173       | Максимова Сида Игнатьевна          | 1919—1992               | Звеньевая колхоза «Красный нельхай» Аларского аймака Усть-Ордынского Бурят-Монгольского национального округа Иркутской области                                                                                                  | 02.04.1948      | [ ГС 154 ] |
| 174       | Максимовская Анна Ивановна         | 15.02.1913 — 25.12.1988 | Звеньевая Змеиногорского свеклосовхоза Министерства пищевой промышленности СССР, Змеиногорский район Алтайского края | 14.05.1948      | [ ГС 155 ] |
| 175       | Максудов Мамасали                  | 01.02.1912 — ????       | Директор первой Ленинской МТС Андижанской области | 11.01.1957      | [ ГС 156 ] |
| 176       | Макурина Ольга Андреевна           | 26.03.1926 — 11.06.2005 | Машинист-оператор Кузнецкого металлургического комбината Министерства чёрной металлургии СССР, Кемеровская область | 22.03.1966      | [ ГС 157 ] |
| 177       | Макушев Александр Тихонович        | 18.01.1903 — 12.06.1963 | Бригадир колхоза «Красная звезда» Туринского района Свердловской области | 09.03.1948      | [ ГС 158 ] |

| Навигационная таблица | Навигационная таблица |
| --------------------- | --------------------- |
| «М»                   | Маады — Макушев       |
| «М»                   | Малай — Манякин       |
| «М»                   | Мараев — Маяцкий      |
| «М»                   | Мгеладзе — Мжавия     |
| «М»                   | Мигаев — Мищихин      |
| «М»                   | Мкртычян — Мощенков   |
| «М»                   | Мравинский — Мячин    |